# Метролингвизм
Метролингви́зм (англ. metrolingualism) — использование нескольких языков этнически разнообразными сообществами, находящимися в контакте друг с другом в городской среде, проявление идентичностей через переключение кодов и языковую игру в рамках такого взаимодействия. Феномен тесно связан с метроэтничностью и является продуктом глобализации. Термин используется в первую очередь в работах по социолингвистике.
Одна из отличительных особенностей метролингвизма — стирание ожидаемых в таких ситуациях этноязыковых границ и демонстрация нестандартных языковых биографий. Так, например, статья Э. Оцудзи и А. Пенникука, в которой впервые используется этот термин, начинается с расшифровки разговора, сочетающего элементы английского и японского языков, хотя ни один из говорящих не носитель последнего и не этнический японец и разговор происходит не в Японии, а в австралийском Сиднее. Японский оказывается релевантен в этой ситуации благодаря тому, что разговор проходит в ресторане японской кухни, где этот язык стал локальным лингва франка.